# Рощинское (озеро, Приозерский район)
Рощинское (фин. Pitkäjärvi) — озеро на территории Громовского и Мельниковского сельских поселений Приозерского района Ленинградской области.

## Общие сведения
Площадь озера — 1,8 км². Располагается на высоте 24,5 метров над уровнем моря.
Форма озера лопастная, продолговатая: вытянуто с северо-запада на юго-восток. Берега изрезанные, каменисто-песчаные.
Из северо-западной оконечности озера вытекает ручей Чёрный (фин. Mustaoja), втекающий в реку Вуоксу.
В озере расположено несколько островов различной площади, один из которых носит название Большой (фин. Suurisaari).
Недалеко от северо-западной оконечности озера проходит дорога местного значения 41К-154 («Торфяное — Отрадное — Заостровье»).
Название озера переводится с финского языка как «длинное озеро».
Код объекта в государственном водном реестре — 01040300211102000012592.